# Anioł z Chivasso
Anioł z Chivasso (ur. 1411 w Chivasso; zm. 22 lutego 1495 w Cuneo) – włoski franciszkanin, błogosławiony Kościoła katolickiego.
Studiował na uniwersytecie w Bolonii i uzyskał doktorat z prawa cywilnego i kościelnego. W 1444 roku, gdy miał 33 lata zmarła jego matka. Wówczas wstąpił do Zakonu Braci Mniejszych, tam przyjął imię Anioł. Gdy otrzymał święcenia kapłańskie został kaznodzieją, a także był pisarzem. Zmarł w wieku 84 lat.
W dniu 25 kwietnia 1753 roku jego kult jako błogosławionego został potwierdzony przez papieża Benedykta XIV.

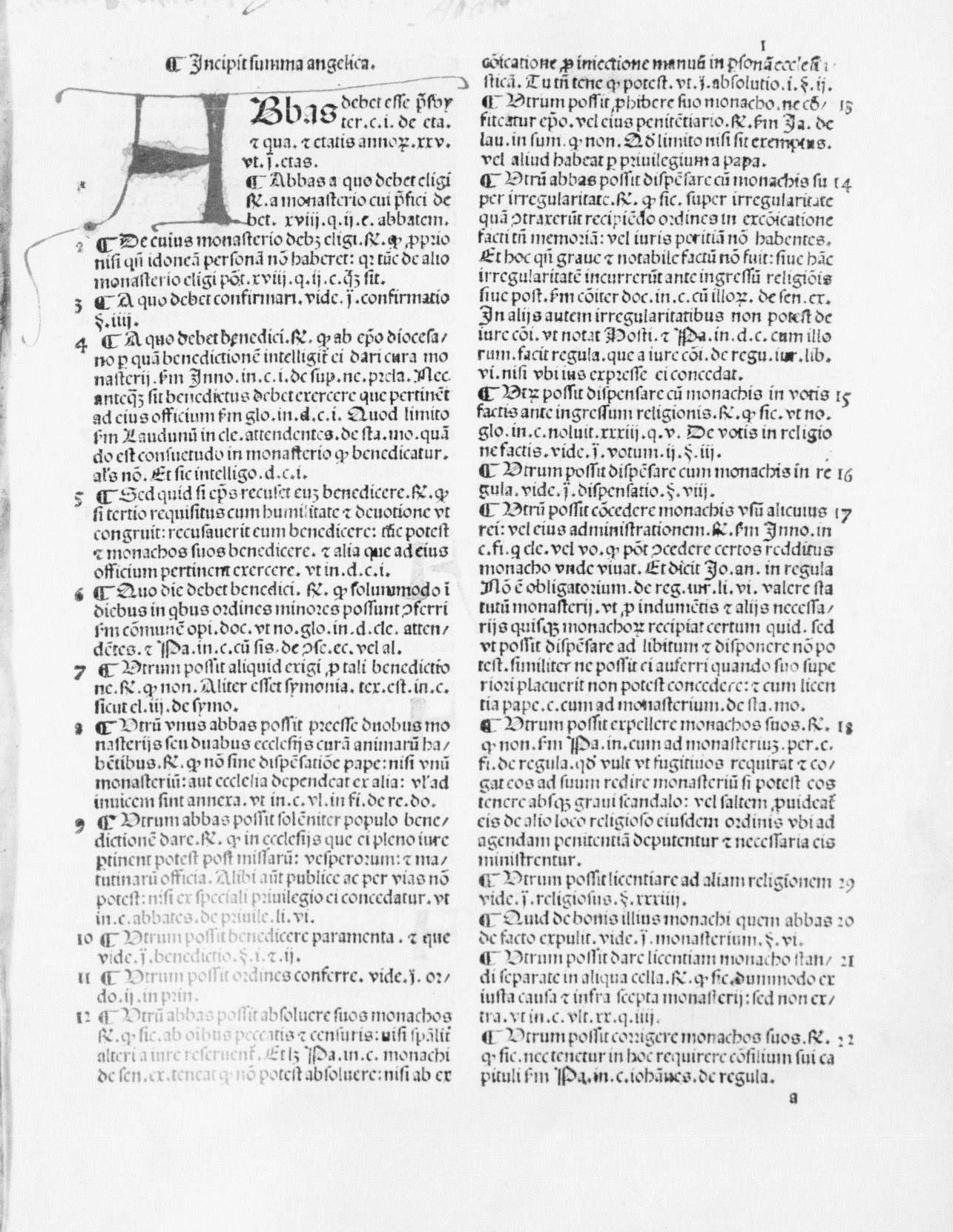
Summa angelica de casibus conscientiae, 1487
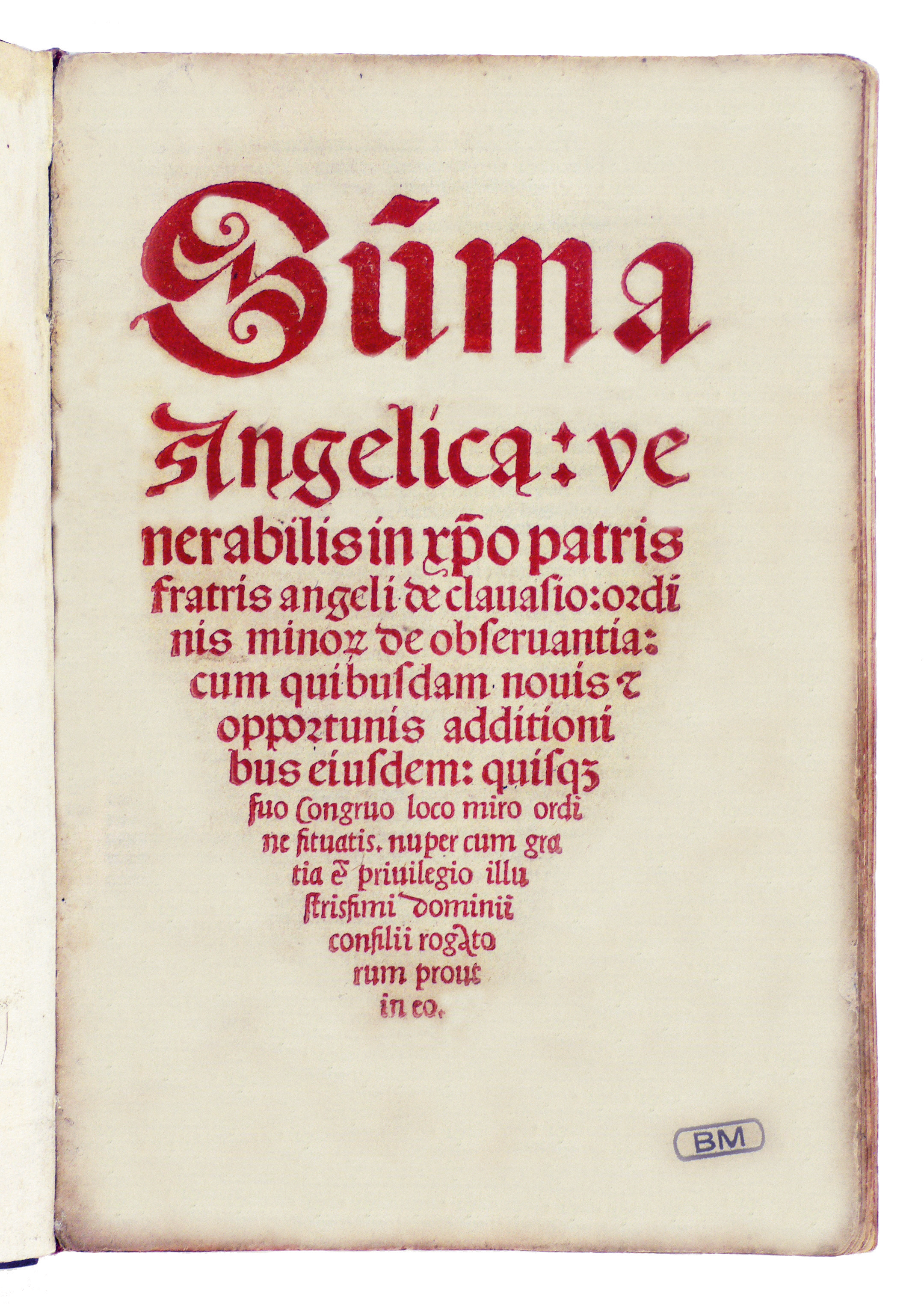
Summa Angelica, 1511 (Fondazione Mansutti, Milano).